# Vadehavet
Vadehavet este o arie protejată (arie de protecție specială avifaunistică — SPA) din Danemarca întinsă pe o suprafață de 115.671 ha, din care 62 % marine.

## Localizare
Centrul sitului Vadehavet este situat la coordonatele 55°11′51″N 8°29′35″E / 55.1975°N 8.493056°E.

## Înființare
Situl Vadehavet a fost declarat arie de protecție specială avifaunistică în mai 1983 pentru a proteja 43 de specii de animale.

## Biodiversitate
Situată în ecoregiunile atlantică și marină Atlantică, aria protejată nu include niciun habitat protejat.
La baza desemnării sitului se află mai multe specii protejate de  păsări (43): rață sulițar (Anas acuta), rață lingurar (Anas clypeata), rață pitică (Anas crecca), rață fluierătoare (Anas penelope), gâscă cenușie (Anser anser), gâscă cu cioc scurt (Anser brachyrhynchus), ciuf de câmp (Asio flammeus), Branta bernicla bernicla, Branta bernicla hrota, Branta leucopsis, Calidris alba, fugaci de țărm (Calidris alpina), Calidris canutus, prundăraș de sărătură (Charadrius alexandrinus), erete de stuf (Circus aeruginosus), erete vânăt (Circus cyaneus), erete cenușiu (Circus pygargus), șoim călător (Falco peregrinus), pescăriță râzătoare (Gelochelidon nilotica), scoicar (Haematopus ostralegus), codalb (Haliaeetus albicilla), pescăruș mic (Larus minutus), sitar de mal nordic (Limosa lapponica), gușă albastră (Luscinia svecica), rață neagră (Melanitta nigra), ferestrașul mare (Mergus merganser), Mergus serrator, culic mare (Numenius arquata), Numenius phaeopus, cormoran mare (Phalacrocorax carbo), bătăuș (Philomachus pugnax), ploier auriu (Pluvialis apricaria), ploier argintiu (Pluvialis squatarola), ciocântors (Recurvirostra avosetta), eider (Somateria mollissima), chiră mică (Sterna albifrons), chiră de baltă (Sterna hirundo), Sterna paradisaea, chiră de mare (Sterna sandvicensis), călifar alb (Tadorna tadorna), fluierar de mlaștină (Tringa glareola), fluierar cu picioare verzi (Tringa nebularia), fluierarul cu picioare roșii (Tringa totanus).